# ایگناسیو کایه
ایگناسیو کایه (اسپانیایی: Ignacio Calle‎; ۲۱ اوت ۱۹۳۱ – ۲۴ فوریهٔ ۱۹۸۲) بازیکن فوتبال اهل کلمبیا بود.
از باشگاه‌هایی که در آن بازی کرده‌است می‌توان به باشگاه فوتبال اتلتیکو ناسیونال اشاره کرد.
وی همچنین در تیم ملی فوتبال کلمبیا بازی کرده‌است.